# XII Governo Regional dos Açores
O XII Governo Regional dos Açores foi formado com base nas eleições legislativas regionais de 16 de outubro de 2016, em que o Partido Socialista (PS) obteve a maioria absoluta com 46,43% dos votos. Sendo Vasco Cordeiro o líder regional do PS, foi convidado a formar governo. O governo foi empossado e entrou em funções a 4 de novembro de 2016, mantendo-se em funções até à posse do novo governo a 24 de novembro de 2020.

## Composição
Os membros do XII Governo Regional dos Açores:
| Retrato | Cargo | Detentor                                     | Partido | Partido                          | Período                                        |
| ------- | --- | -------------------------------------------- | ------- | -------------------------------- | ---------------------------------------------- |
|         | Presidente do Governo Regional dos Açores                                                                 | Vasco Ilídio Alves Cordeiro                  |         | PS                               | 4 de novembro de 2016 a 24 de novembro de 2020 |
|         | Vice-Presidente do Governo, Emprego e Competitividade Empresarial                                         | Sérgio Humberto Rocha de Ávila               |         | PS                               | 4 de novembro de 2016 a 24 de novembro de 2020 |
|         | Secretária Regional da Solidariedade Social                                                               | Andreia Martins Cardoso da Costa             |         | PS                               | 4 de novembro de 2016 a 24 de novembro de 2020 |
|         | Secretário Regional da Educação e Cultura                                                                 | Avelino de Freitas de Meneses                |         | Independente                     | 4 de novembro de 2016 a 24 de novembro de 2020 |
|         | Secretaria Regional do Mar, Ciência e Tecnologia                                                          | Gui Manuel Machado Menezes                   |         | PS [carece de fontes?]           | 4 de novembro de 2016 a 24 de novembro de 2020 |
|         | Secretário Regional dos Transportes e Obras Públicas Secretária Regional dos Transportes e Obras Públicas | Vítor Manuel Ângelo de Fraga                 |         | PS                               | 4 de novembro de 2016 a 11 de julho de 2017    |
|         | Secretário Regional dos Transportes e Obras Públicas Secretária Regional dos Transportes e Obras Públicas | Ana Rêgo-Costa Amorim da Cunha               |         | Independente                     | 11 de julho de 2017 a 24 de novembro de 2020   |
|         | Secretário Regional da Saúde Secretária Regional da Saúde                                                 | Rui Duarte Gonçalves Luís                    |         | Independente                     | 4 de novembro de 2016 a 30 de junho de 2019    |
|         | Secretário Regional da Saúde Secretária Regional da Saúde                                                 | Maria Teresa Silveira Bretão Machado Luciano |         | Independente                     | 2 de julho de 2019 a 24 de novembro de 2020    |
|         | Secretária Regional da Energia, Ambiente e Turismo                                                        | Marta Isabel Vieira Guerreiro                |         | Independente [carece de fontes?] | 4 de novembro de 2016 a 24 de novembro de 2020 |
|         | Secretário Regional da Agricultura e Florestas                                                            | João António Ferreira Ponte                  |         | PS                               | 4 de novembro de 2016 a 24 de novembro de 2020 |
|         | Secretário Regional Adjunto da Presidência para os Assuntos Parlamentares                                 | Berto José Branco Messias                    |         | PS                               | 4 de novembro de 2016 a 24 de novembro de 2020 |
|         | Secretário Regional Adjunto da Presidência para as Relações Externas                                      | Rui Jorge da Silva Leite de Bettencourt      |         | PS                               | 4 de novembro de 2016 a 24 de novembro de 2020 |

### Direções Regionais
Cada membro do Governo Regional tem na sua dependência uma ou mais Direções Regionais.
| Cargo                                                                     | Detentor                                                           | Período                                                            |
| Presidência do Governo (não detém de direções regionais)                  | Presidência do Governo (não detém de direções regionais)           | Presidência do Governo (não detém de direções regionais)           |
| Vice-Presidência do Governo, Emprego e Competitividade Empresarial        | Vice-Presidência do Governo, Emprego e Competitividade Empresarial | Vice-Presidência do Governo, Emprego e Competitividade Empresarial |
| ------------------------------------------------------------------------- | ------------------------------------------------------------------ | ------------------------------------------------------------------ |
| Diretor Regional do Orçamento e Tesouro                                   | José António Gomes                                                 | 23 de novembro de 2016 – 24 de dezembro de 2020                    |
| Diretor Regional do Apoio ao Investimento e à Competitividade             | Ricardo Maciel Sousa Medeiros                                      | 23 de novembro de 2016 – 24 de dezembro de 2020                    |
| Diretora Regional do Emprego e Qualificação Profissional                  | Paula Catarina Castelo Borges Andrade                              | 23 de novembro de 2016 – 24 de dezembro de 2020                    |
| Diretor Regional da Organização e Administração Pública                   | Victor Jorge Ribeiro Santos                                        | 23 de novembro de 2016 – 24 de dezembro de 2020                    |
| Diretor Regional do Planeamento e Fundos Estruturais                      | Rui Manuel Gaiola von Amann                                        | 23 de novembro de 2016 – 24 de dezembro de 2020                    |
| Secretaria Regional da Solidariedade Social                               |                                                                    |                                                                    |
| Diretor Regional da Habitação                                             | Orlando Baptista Oliveira Goulart                                  | 23 de novembro de 2016 – 24 de dezembro de 2020                    |
| Diretora Regional da Solidariedade Social                                 | Marta de Oliveira Barreto Bulhões                                  | 23 de novembro de 2016 – 24 de setembro de 2018                    |
| Diretora Regional da Solidariedade Social                                 | Paulo Vitorino Fontes                                              | 24 de setembro de 2018 – 24 de dezembro de 2020                    |
| Secretário Regional da Educação e Cultura                                 |                                                                    |                                                                    |
| Diretor Regional da Educação                                              | José António Simões Freire                                         | 23 de novembro de 2016 – 24 de setembro de 2018                    |
| Diretor Regional da Educação                                              | Rodrigo Augusto Morais dos Reis                                    | 24 de setembro de 2018 – 24 de dezembro de 2020                    |
| Diretor Regional da Cultura                                               | Nuno Ribeiro Lopes                                                 | 23 de novembro de 2016 – 24 de setembro de 2018                    |
| Diretor Regional da Cultura                                               | Susana Maria Goulart Pereira da Costa                              | 24 de setembro de 2018 – 24 de dezembro de 2020                    |
| Diretor Regional do Desporto                                              | António da Silva Gomes Pereira                                     | 23 de novembro de 2016 – 24 de dezembro de 2020                    |
| Secretaria Regional do Mar, Ciência e Tecnologia                          |                                                                    |                                                                    |
| Diretor Regional dos Assuntos do Mar                                      | Filipe Jorge Monteiro de Mora Porteiro                             | 23 de novembro de 2016 – 24 de dezembro de 2020                    |
| Diretora Regional das Pescas                                              | Luís Manuel dos Ramos Rodrigues                                    | 23 de novembro de 2016 – 24 de dezembro de 2020                    |
| Diretor Regional da Ciência e Tecnologia                                  | Bruno Miguel Correia Pacheco                                       | 23 de novembro de 2016 – 24 de dezembro de 2020                    |
| Secretaria Regional dos Transportes e Obras Públicas                      |                                                                    |                                                                    |
| Diretor Regional das Transportes                                          | Luis Filipe Amaro Pacheco de Melo                                  | 23 de novembro de 2016 – 24 de dezembro de 2020                    |
| Diretor Regional das Obras Públicas e Comunicações                        | Frederico Furtado Sousa                                            | 23 de novembro de 2016 – 24 de dezembro de 2020                    |
| Secretaria Regional da Saúde                                              |                                                                    |                                                                    |
| Diretor Regional da Saúde                                                 | Tânia Sofia Eufrásio Cortez                                        | 23 de novembro de 2016 – 24 de setembro de 2018                    |
| Diretor Regional da Saúde                                                 | Tiago Alexandre dos Santos Lopes                                   | 24 de setembro de 2018 – 30 de novembro de 2020                    |
| Diretora Regional da Prevenção e Combate às Dependências                  | Suzete Maria Madeira Dias de Frias                                 | 23 de novembro de 2016 – 24 de dezembro de 2020                    |
| Secretaria Regional da Energia, Ambiente e Turismo                        |                                                                    |                                                                    |
| Diretora Regional da Energia                                              | Andreia Melo Carreiro                                              | 23 de novembro de 2016 – 24 de dezembro de 2020                    |
| Diretor Regional do Ambiente                                              | Hernâni Hélio Jorge                                                | 23 de novembro de 2016 – 24 de dezembro de 2020                    |
| Diretor Regional do Turismo                                               | Filipe Mota Fonseca Macedo                                         | 23 de novembro de 2016 – 24 de setembro de 2018                    |
| Diretor Regional do Turismo                                               | Cíntia de Lacerda Ferreira dos Santos Martins                      | 24 de setembro de 2018 – 24 de dezembro de 2020                    |
| Secretaria Regional da Agricultura e Florestas                            |                                                                    |                                                                    |
| Diretora Regional dos Recursos Florestais                                 | Anabela de Miranda Isidoro                                         | 23 de novembro de 2016 – 24 de dezembro de 2020                    |
| Diretor Regional da Agricultura                                           | José Élio Valadão Ventura                                          | 23 de novembro de 2016 – 24 de dezembro de 2020                    |
| Diretor Regional do Desenvolvimento Rural                                 | Fernando Moniz Sousa                                               | 23 de novembro de 2016 – 24 de setembro de 2018                    |
| Diretor Regional do Desenvolvimento Rural                                 | Valter Miguel de Sousa Braga                                       | 24 de setembro de 2018 – 24 de dezembro de 2020                    |
| Secretaria Regional Adjunta da Presidência para os Assuntos Parlamentares |                                                                    |                                                                    |
| Diretor Regional da Juventude                                             | Lúcio Manuel da Silva Rodrigues                                    | 23 de novembro de 2016 – 24 de dezembro de 2020                    |
| Secretaria Regional Adjunta da Presidência para as Relações Externas      |                                                                    |                                                                    |
| Diretora Regional dos Assuntos Europeus                                   | Célia Maria Ávila Azevedo                                          | 23 de novembro de 2016 – 24 de dezembro de 2020                    |
| Diretor Regional das Comunidades                                          | Paulo César Câmara Teves                                           | 23 de novembro de 2016 – 24 de dezembro de 2020                    |